# Gaudeamus igitur
A Gaudeamus igitur (vagy De brevitate vitae) egy népszerű ballagási ének, amit a régi iskolát maguk mögött hagyva énekelnek az öregdiákok a ballagáson. A ma ismert dal az 1700-as évek elejéről származik, ami egy latin nyelvű kézirat alapján íródott 1287-ben. A ballagókat szinte felszólítja, hogy ne szomorkodjanak az elváláson, hanem élvezzék az életet és legyenek nyitottak az újra. Sok iskolának, kollégiumnak, egyetemnek ez a hivatalos indulója, dala.

## Tartalma

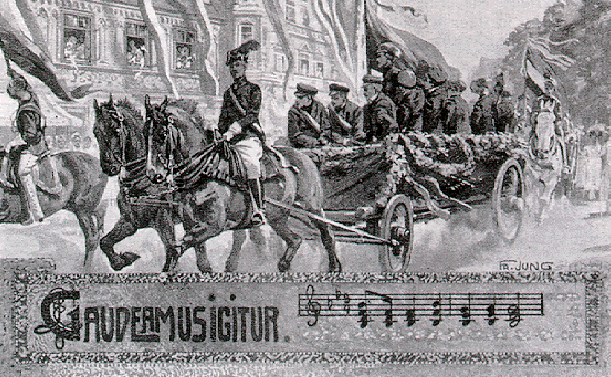
Vonuló diákokat ábrázoló levelezőlap Gaudeamus igitur felirattal

A szöveg rávilágít a zord tényekre, hogy egyre öregszünk és egy nap mind meghalunk. A szöveg humorosan, ironikusan utalgat a szerelemre és a halálra, így rengeteg verzió íródott, hogy az olyan eseményeken, ahova nem illik, ne ilyen szöveggel jelenjen meg. Sok esetben nem is tudják a dal eredeti címét, hanem az első pár szót mondják. A századok során számtalan, egymástól alig eltérő változat jött létre.
A dal szövegének eredeti latin változata, a Heidelbergben énekelt rövid változata, a magyar fordítás és egy hazánkban elterjedt énekelt változat megtalálható a Wikiforrásban.
Az antiburschius (diákellenes) nem eredeti latin szó, hanem a német bursche szóból származik, amelynek jelentése fiatalember, diák.

## Előadott változatok
Az egyik legkiválóbb előadott változatot a 20. század közepén vették föl, az olasz Mario Lanza hangjával. A dal egyik része megjelenik Az elnök emberei televízió-sorozat, Debate Camp című részében, valamint Howard Hawks Szőke szélvész című filmjében is. Az 1951-ben megjelent People Will Talk című filmnek (Cary Grant főszereplésével) musicales hangulatot. A film a német Frauenarzt Dr. Praetorius című film feldolgozása, amelyben a színész-rendező Curt Goetz játszik. Egy meglehetősen modernizált változata van a dalnak a Lord Love a Duck című filmben.
A dal Tom Lehrer 1959-es, Bright College Days című számában is megjelenik, amely az An Evening Wasted With Tom Lehrer nevezetű lemezen hallható. Egyik sora: „Turn on the spigot, pour the beer and swig it, and gaudeamus igit-ur”. Felhangzik az Indiana Jones and the Fate of Atlantis számítógépes játékban is. A náci gyilkos, Arnold énekli a dal első sorát, mielőtt egy szikla megöli, amit Indiana Jones görgetett rá.
1984-ben készült el egy teljesen diákdalokból álló album, melynek legelső száma a Gaudeamus Igitur.
Az International University Sports Federation (FISU) az Universiadék himnuszának fogadta el, és ez szól az események megnyitóján, illetve a díjkiosztó ceremóniákon.
Magyar feldolgozások:
| Szerző         | Mire                                      | Mű                                       |
| -------------- | ----------------------------------------- | ---------------------------------------- |
| Bárdos Lajos   | vegyeskar                                 | Gaudeamus igitur                         |
| Bárdos Lajos   | egyneműkar                                | Gaudeamus                                |
| Petres Csaba   | három furulya                             | Tarka madár, 162. kotta                  |
| Kocsár Miklós  | nőikar, fiú hangok, ad lib. ütőhangszerek | Gaudeamus igitur                         |
| Ludvig József  | ének, gitárakkordok                       | Ballag már a vén diák, 7. oldal          |
| Ludvig József  | tangóharmonika                            | Kicsiny falu, ott születtem én, 6. oldal |
| Stimecz András | vegyeskar                                 | Gaudeamus Igitur                         |

## Kotta és dallam
A két leggyakrabban énekelt versszak:
| 𝄆 Gaudeamus igitur iuvenes dum sumus. 𝄇 Post iucundam iuventutem, post molestam senectutem Nos habebit humus, nos habebit humus. | 𝄆 Vivat, academia, vivant professores, 𝄇 Vivat membrum quodlibet, vivant membra quaelibet, Semper sint in flore, semper sint in flore! |

## Fordítás
- Ez a szócikk részben vagy egészben  a   Gaudeamus igitur című angol Wikipédia-szócikk fordításán alapul.  Az eredeti cikk szerkesztőit annak laptörténete sorolja fel. Ez a jelzés csupán a megfogalmazás eredetét és a szerzői jogokat jelzi, nem szolgál a cikkben szereplő információk forrásmegjelöléseként.

## Felvételek
- Gaudeamus Igitur (YouTube)
- Audiovisuales H.U.V.M. (YouTube)
- Bergendy együttes (YouTube)